# Chepachet (Rhode Island)
Chepachet es un lugar designado por el censo ubicado en el condado de Providence en el estado estadounidense de Rhode Island. En el año 2010 tenía una población de 1.675 habitantes.

## Geografía
Chepachet se encuentra ubicado en las coordenadas 41°55′2.09″N 71°40′21.46″O / 41.9172472, -71.6726278.